# Hå

Elhelyezkedése Rogaland megyében.

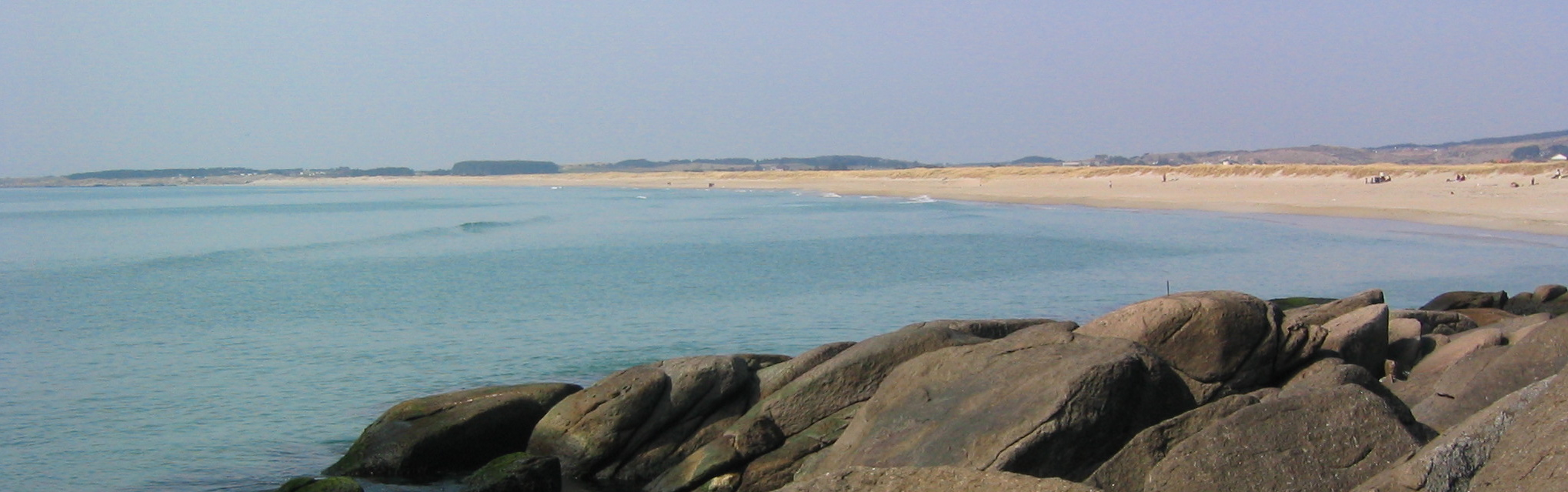
Homokpart Brusandnál.

Hå címere.

Hå község (norvégül kommune) Norvégia délnyugati Vestlandet földrajzi régiójában, Rogaland megyében.
A község területe 245 km², népessége 15 949 (2009. január 1.).
Haa egyházközség 1838. január 1-jén lett község (lásd formannskapsdistrikt). 1894-ben Nærbø és Varhaug községekre osztották. Hå községet 1964. január 1-jén hozták újra létre, Nærbø, Varhaug, és Ogna egyesítésével. 

## Neve
A régi Hå birtokról kapta nevét (óészaki: Háar). A név jelentése nem ismert.

## Címere
Címere újkeletű, 1991. július 5-én kapta. Egy speciális helyi csörlő típust ábrázol, amelyet arra használnak, hogy köveket távolítsanak el vele a mezőkről. A nehéz megelhetést szimbolizalja a sziklás talajon.

## Települések

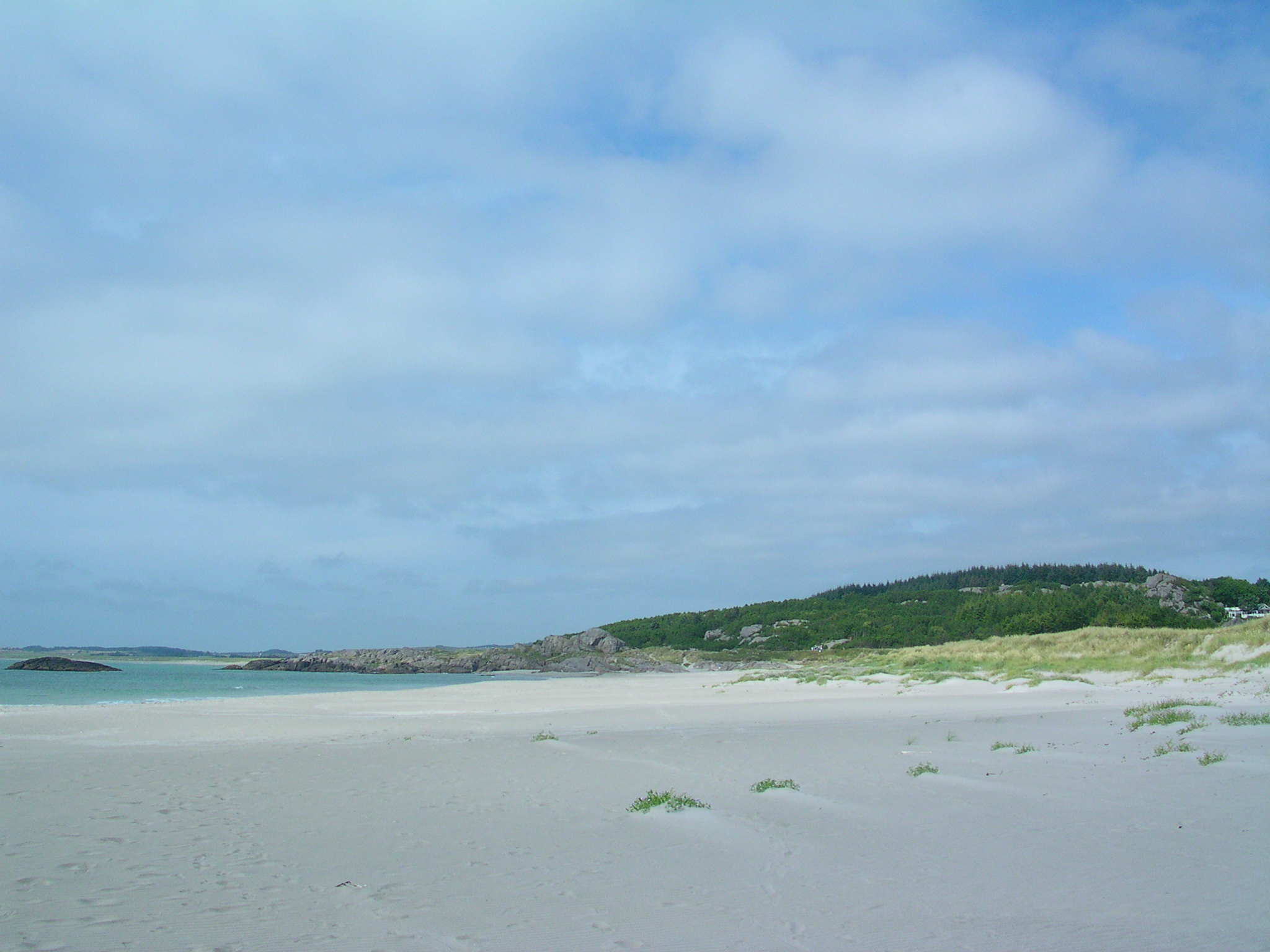
Homokos partok OgnaOgnánál, a község déli részében.
Fotó: Gunleiv Hadland

| Neve      | Népessége | Területe (km²) | Népesség/km² |
| --------- | --------- | -------------- | ------------ |
| Brusand   | 380       | 0,23           | 1652         |
| Hæen      | 267       | 0,26           | 1027         |
| Nærbø     | 5,276     | 2,80           | 1884         |
| Ogna      | 360       | 0,34           | 1059         |
| Sirevåg   | 439       | 0,66           | 665          |
| Varhaug   | 2494      | 1,49           | 1674         |
| Vigrestad | 1794      | 1,27           | 1413         |

## Fordítás
- Ez a szócikk részben vagy egészben  a   Hå című angol Wikipédia-szócikk ezen változatának fordításán alapul.  Az eredeti cikk szerkesztőit annak laptörténete sorolja fel. Ez a jelzés csupán a megfogalmazás eredetét és a szerzői jogokat jelzi, nem szolgál a cikkben szereplő információk forrásmegjelöléseként.